# اهتم وكن صديقا
اهتم وكن صديقا (بالإنجليزية: Tend and befriend)‏ هو سلوك يظهر علي بعض الحيوانات (ومن بينها البشر) أثناء مواجهة التهديد. ويشير المصطلح إلى حماية النسل (الاهتمام) والبحث عن مجموعة اجتماعية للدفاع المشترك (الصداقة). نُظّر لهذا السلوك في علم النفس التطوري باعتباره سلوكا تطور عن الاستجابة الأساسية للأنثى تجاه التوتر، تمامًا كما كانت الاستجابة الأساسية للذكور هي سلوك الكر والفر. نشأ النموذج النظري لسلوك «اهتم وكن صديقا» من قبل الدكتورة شيلي تايلور وفريقها البحثي في جامعة كاليفورنيا في لوس أنجلوس، وقد تم وصفها لأول مرة في مقالة مراجعة نفسية نشرت عام 2000.